# Tour de l'Auditoire
La tour de l'Auditoire, ou tour de l'Auditeur, était le donjon du castrum de Belvès situé dans le département de la Dordogne.

## Historique
En 1095 est créée l'abbaye de Fongauffier. Aucun document écrit ne mentionne l'origine du castrum, maix c'est probablement vers cette date qu'il se construit sur un promontoire dominant la vallée de la Nauze dont on peut encore voir la tour de l'Auditoire et la porte du castrum. 
Guillaume Philiparie (mort en 1510) a écrit au XVe siècle : « les anciens disent qu'il y avait jadis à Belvès sept co-seigneurs », dont un Aymoin, ou Aymon. La tradition locale croit que les Templiers s'étaient établis à Belvès, mais aucun acte ne les cite comme étant présents dans cette ville. Tout au plus, ils ont pu avoir quelques biens car le cartulaire de 1462 cite des biens appartenant aux hospitaliers de Saint-Jean de Jérusalem de Saint-Naixent, ancienne implantation templière. On ne sait pas à quelle date les archevêques de Bordeaux sont devenus les seigneurs de Belvès. On sait  que l'archevêque de Bordeaux est à côté de Simon de Montfort, en 1214, pendant la croisade des cathares contre leurs places du Périgord après la prise de Casseneuil, à Domme, à Castelnaud, à Beynac, à Biron. D'après un acte de donation du chevalier Bonefoy de 1250, on admet que l'archevêque de Bordeaux était seigneur temporel de Belvès en 1250, avant que Bertrand de Got, puis son neveu, Arnaud de Canteloup, en 1307, achètent d'autres parties de la châtellenie. Les archevêques de Bordeaux avaient une résidence à Belvès où ils aimaient séjourner. L'archevêque Amanieu de Cazes est mort de la peste noire à Belvès le 9 août 1348 et a été inhumé au couvent des Frères Prêcheurs de Belvès.
Le castrum devait avoir un château castral dont il ne reste rien et dont ne sait pas où il se trouvait, probablement au point le plus haut. La chapelle du château, chapelle Saint-Nicolas, était située côté sud de la ville, contre les remparts, au-dessus de la rue du Petit-Sol. On y arrivait par une petite rue perpendiculaire à la rue Rubigant. L'effondrement d'une partie des remparts en 1782 a entraîné la ruine de la chapelle. Cette chapelle est citée dans le testament d'Aymoin, en 1262.
Le castrum était limité à l'est par la place Malbec ou Terriol, la rue de l'Oiseau-qui-chante ou D52 qui se poursuit au nord, au midi par la rue du Petit-sol, à l'ouest par la place d'Armes. À l'ouest, le castrum était protégé par deux tours, la tour des Filhols et la tour de l'Archevêque, en saillie par rapport au rempart. Cette partie des remparts se trouve maintenant à l'intérieur des maisons donnant sur la place d'Armes. Un fossé de 15 mètres environ existait à l'avant des remparts. Il existait et existe encore, des abris troglodytiques dans ce fossé. Les remparts se continuaient pour ceinturer tout le castrum. Ils n'avaient pas de créneaux mais leur couronnement était uniforme avec un simple parapet à banquette du côté intérieur. Côté ouest, on accédait au castrum par une porte avec pont-levis pour franchir le fossé. Le rempart ouest a été percé au XVIIIe siècle au droit de la rue des Filhols pour faire communiquer directement la place Peyrignac (aujourd'hui place Maurice Biraben, du nom d'un ancien maire de Belvès) et la place d'Armes. À l'est, il existait la porte Malbec ou porte de la Halle donnant sur la place de même nom. Cette porte a été détruite en 1774. Au sud de cette porte, vers l'hôpital local, se trouvait une poterne que les documents appelles « fausse porte », pas très éloignée de la grande tour, appelée Tour-Neuve, qui servait de prison à l'archevêque. Une partie des remparts limite encore les jardins de l'hôpital local, près de l'hôpital local. D'autres tours sont citées dans des textes.
Dans un acte du 25 février 1562 de Jacques Adenet, notaire tabellion royal de la ville et cité de Bordeaux, l'archevêque de Bordeaux, Antoine Prévost de Sansac, seigneur du lieu, concède de Guillaume Philiparie, 2e du nom, le droit d'établir sur la tour un pigeonnier. L'acte constate que Guillaume Philiparie a fait couvrir la tour. L'archevêque se réserve la propriété de la tour, et concède le pigeonnier, moyennant une rente annuelle de 12 deniers.  C'est probablement à la suite de cet acte que le donjon a été appelé tour de l'Auditeur car Philiparie remplissait cette fonction. Cette tour a joué un rôle important pendant le siège de la ville par Geoffroy de Vivans, le 28/29 septembre 1569.
Des conflits ont existé entre l'archevêque de Bordeaux et les consuls concernant la propriété des remparts et des fortifications. En 1771, les consuls en avaient concédé une partie à M. de Comarque, François Delcer, et Antoine Capoulle. M. de Comarque ayant détruit une partie des remparts sur la place, l'archevêque lui a fait un procès. Une transaction est passée en 1773 qui a reconnu à l'archevêque le droit exclusif à disposer des fortifications.

## Protection
La tour de l'Auditoire a été inscrite au titre des monuments historiques le 6 décembre 1948.